# 제8회 미국 배우 조합상
제8회 미국 배우 조합상은 2001년 뛰어난 활동을 보인 영화 배우를 기리기 위해 2002년 3월에 열린 시상식이다. LA, Shrine Exposition Center에서 개최되었다.

## 수상 및 후보

### 영화부문 앙상블상
- 고스포드 파크 - 매기 스미스 외 19인 수상
- 뷰티풀 마인드 - 러셀 크로우 외 10인
- 침실에서 - 톰 윌킨슨 외 6인
- 반지의 제왕 - 반지 원정대 - 일라이저 우드 외 14인
- 물랑 루즈 - 니콜 키드먼 외 4인

### 영화부문 여우주연상
- 몬스터 볼 - 할리 베리 수상
- 뷰티풀 마인드 - 제니퍼 코넬리
- 브리짓 존스의 일기 - 르네 젤위거
- 침실에서 - 씨씨 스페이식
- 아이리스 - 주디 덴치

### 영화부문 남우주연상
- 뷰티풀 마인드 - 러셀 크로우 수상
- 아이 엠 샘 - 숀 펜
- 침실에서 - 톰 윌킨슨
- 라이프 애즈 어 하우스 - 케빈 클라인
- 트레이닝 데이 - 덴젤 워싱턴

### 영화부문 여우조연상
- 고스포드 파크 - 헬렌 미렌 수상
- 밴디트 - 케이트 블란쳇
- 아이 엠 샘 - 다코타 패닝
- 쉬핑 뉴스 - 주디 덴치
- 바닐라 스카이 - 카메론 디아즈

### 영화부문 남우조연상
- 반지의 제왕 - 반지 원정대 - 이안 맥켈런 수상
- 아이리스 - 짐 브로드벤트
- 라이프 애즈 어 하우스 - 헤이든 크리스텐슨
- 섹시 비스트 - 벤 킹슬리
- 트레이닝 데이 - 에단 호크

### TV드라마부문 앙상블연기상
- 섹스 앤 시티 - 사라 제시카 파커 외 3인 수상
- 내 사랑 레이몬드 - 레이 로마노 외 5인
- 프레이저 - 켈시 그래머 외 4인
- 프렌즈 - 제니퍼 애니스톤
- 윌 & 그레이스 - 션 헤이즈

### TV드라마부문연기상(여자)
- 웨스트 윙 - 앨리슨 제니 수상
- 길모어 걸스 - 로렌 그라함
- 저징 에이미  - 타인 댈리
- 소프라노스 - 로레인 브라코, 에디 팔코
- 웨스트 윙 - 스톡카드 채닝

### TV드라마부문연기상(남자)
- 웨스트 윙 - 마틴 쉰 수상
- 맥스 빅포드의 교육 - 리처드 드라이퍼스
- 뉴욕경찰 24시 - 데니스 프랜즈
- 식스 핏 언더 - 피터 크라우즈
- 소프라노스 - 제임스 갠돌피니

### 코미디부문 앙상블연기상
- 웨스트 윙 - 존 스펜서 외 8인 수상
- CSI 과학수사대 - 윌리암 L. 피터슨
- 로우 앤 오더 - 성범죄 수사대 - 제시 L. 마틴
- 식스 핏 언더 - 로렌 앰브로스
- 소프라노스 - 제임스 갠돌피니 외 14인

### 코미디부문연기상(여자)
- 윌 & 그레이스 - 메간 멀러리 수상
- 내 사랑 레이몬드 - 패트리샤 히튼
- 프렌즈 - 제니퍼 애니스톤
- 섹스 앤 시티 - 사라 제시카 파커, 킴 캐트럴

### 코미디부문연기상(남자)
- 윌 & 그레이스 - 션 헤이즈 수상
- 내 사랑 레이몬드 - 피터 보일
- 내 사랑 레이몬드 - 레이 로마노
- 프레이저 - 켈시 그래머, 데이빗 하이드 피어스

### TV영화/미니시리즈부문 연기상(여자)
- 주디 갈란드 - 주디 데이비스 수상
- 미드와이브스 - 씨씨 스페이식
- 아발론의 여인들 - 안젤리카 휴스턴
- 루비의 러브 어페어 - 안젤라 바셋
- 위트 - 엠마 톰슨

### TV영화/미니시리즈부문 연기상(남자)
- 안네 프랑크 - 벤 킹슬리 수상
- 보쟁글스 - 그레고리 하인즈
- 클럽 랜드 - 앨런 알다
- 레이건 저격 사건 - 리차드 드레이퓨즈
- 제임스 딘 - 제임스 프랭코

### 공로상
- 에드워드 애스너 수상